# 2017年葡萄牙森林大火
2017年6月17至18日間的葡萄牙中部發生一系列山火，引致64死254傷，大多数死傷發生於大佩德羅岡進行撤離時，大火跨過該段道路。葡萄牙官方動員1,700名以上消防人員救災，總理安東尼奧·科斯塔宣布為期三天的全國哀悼。

## 發生背景
火災發生前的強烈热浪，造成葡萄牙部分地區氣溫超過40 °C（104 °F），於6月17、18日晚間，共發生超過156場火災，大多位於里斯本北方200 km（120 mi）的山區。大佩德羅岡發生的火災迅速延燒，乾雷暴引發了部分火災：葡萄牙司法警察首長Almeida Rodrigues稱已發現樹木經雷擊而引起火災。大佩德羅岡所在的Pinhal Interior Norte，森林以海岸松為主，而侵入樹種桉树，則在近年超過海岸松成為主要樹種。